# Auditório Municipal da Póvoa de Varzim
O Auditório Municipal da Póvoa de Varzim é uma sala de concertos na cidade da Póvoa de Varzim, em Portugal, localizada na Rua D. Maria I, 220.
Desenhado pelo arquitecto Fernando Bouca e projectado para ser, apenas, Escola de Música, o auditório é a principal valência do município para música clássica disponibilizando 304 lugares sentados. A Orquestra Sinfónica da Póvoa de Varzim é a orquestra residente. O auditório inclui a Escola de Música, com 10 salas de aula, para cerca de 200 alunos.
No auditório são também realizadas outras actividades como ciclos de cinema, teatro e conferências. O auditório recebe com frequência variados eventos. Eventos regulares relevantes no panorama cultural nacional são o Festival Internacional de Música da Póvoa de Varzim e o Correntes d'Escritas.